# ヒロズトカゲ
ヒロズトカゲ（広頭蜥蜴、学名：Plestiodon laticeps）は、トカゲ属に分類されるトカゲの一種である。

## 分布
アメリカ合衆国南東部固有種

## 形態
全長17-32cm。
幼体は色彩が黒や暗褐色で、5本の明色の縦縞が入る。また尾が青い。オスの成体は頭部の幅が広くなる。種小名laticepsは「広い頭の」の意で、和名や英名（Broad-headed=幅広い頭をした）と同義。

## 生態
やや湿度の高い森林に生息する。地表性だが、高木に登ることもある。昼行性で、夜間は倒木の下等で休む。
食性は動物食で、昆虫類等を食べる。
繁殖形態は卵生。5-7月に倒木の下やリッター層等に1回に6-16個の卵を産む。母親は卵が孵化するまで保護する。

## 人間との関係
ペットとして飼育されることもあり、日本にも輸入されている。生息地では保護の対象とされているため、流通量は少なく変動がある。